# Mantenedor de software
En el software libre y de código abierto, un mantenedor de software o de paquetes suele ser una o varias personas que construyen el código fuente en un paquete binario para su distribución, envían parches u organizan el código en un repositorio de fuentes.
Los mantenedores suelen firmar criptográficamente los binarios para que el usuario pueda verificar su autenticidad.

## Objetivo
Las organizaciones deben recolectar a través del tiempo, datos históricos relacionados con los ajustes y cambios realizados en el producto, que permitan a futuro evaluar la conveniencia de continuar dando mantenimiento al producto software, o simplemente reemplazarlo por uno nuevo. Además, dada la relevancia del atributo de mantenibilidad, en la especificación de requisitos, se deben incluir aspectos funcionales y de proceso que permitan de manera objetiva validar posteriormente si un producto es mantenible o no.